# ماریا گرازیا جیامارینارو
ماریا گرازیا جیامارینارو (Maria Grazia Giammarinaro) (متولد ۲۳ ژوئن ۱۹۵۳) قاضی و سیاست‌ساز اهل ایتالیا است.

## تحصیلات
جیامارینارو در سال ۱۹۷۵ با درجه دکترا از رشته ادبیات ایتالیایی فارغ‌التحصیل شد و مدرک خود را در بخش جامعه‌شناسی از دانشگاه پالرمو بدست آورد. او قبل از این‌که در رشته حقوق به تحصیل بپردازد، سال‌ها به عنوان استاد در دبیرستان عالی خدمت کرد. جیامارینارو در سال ۱۹۸۶ دکترای خود را در رشته حقوق از دانشکده حقوق مدنی، دانشگاه پالرمو حاصل نمود.

## تاریخچه حرفه

### اوایل کار قضایی
هنگامی که جیامارینارو به عنوان قاضی دادگاه جنایی تعیین شد، برای نخستین‌بار به شهرت رسید. او در این مقام، به پرونده‌های قتل شبه‌عمدِ ناشی از اشتباه پزشکی و تخطی از مقررات ایمنی در جریان کار و همچنین خشونت‌های خانوادگی و بهره‌کشی از روسپیان رسیدگی می‌کرد. او به عنوان یک قاضی متخصص با پرونده‌های خشونت مبتنی بر جنسیت درگیر بود و به‌صورت فعالانه در نشست‌های ملی پیرامون قانون جدید در برابر خشونت‌جنسی (قانون شماره ۶۶، ۱۵ فوریه سال ۱۹۹۶ قوانین منع خشونت‌جنسی) شرکت نمود.

### حکومت ایتالیا
او در سال ۱۹۹۶ از سوی حکومت دعوت شد، تا در وزارت فرصت‌های مساوی به عنوان رئیس اداره تقنینی و مشاور وزیر مشغول به کار شود. جیامارینارو در این مقام، مشاوره‌هایی پیچیده و مهم حقوقی را به وزیر ارائه کرد، از جمله دربارهٔ قانون ضد تبعیض، توافق‌نامه‌های زندگی مشترک، مقررات مرتبط به تغییرنام خانوادگی، خشونت‌خانوادگی و جنسی علیه زنان، سوءاستفاده جنسی از کودکان، تحریم‌های بدیل برای زنان و کودکان در جریان حبس، دسترسی زنان به خدمات داوطلبانه نظامی، قوانین مهاجرت خصوصاً دربارهٔ اتحاد مجدد خانواده و اقدام مدنی علیه تبعیض، پیشنهاداتی را ارائه کرد.
او همچنین مسؤلیت ارائه مشورت درباره قاچاق مهاجرین و قاچاق انسان را نیز بعهده داشت و شخصاً تدوین و ترتیب قانون دولت ایتالیا علیه قاچاق انسان را نظارت کرد. جیامارینارو هنگامی‌که به عنوان هماهنگ‌کننده کمیته بین الوزارتی اقدام دولت ایتالیا علیه قاچاق زنان و اطفال که از سوی وزیر فرصت‌های مساوی و وزیر هم‌بستگی اجتماعی از سال ۱۹۹۷ الی ۲۰۰۱ مشترکاً رهبری می‌شد، رهبری‌اش در این عرصه از طرف دولت ایتالیا مورد تقدیر قرار گرفت. جیامارینارو در مقام هماهنگ‌کننده فعالیت‌ها، با ریاست ضدمافیا، مراکز فرماندهی پلیس، کارابینری و پلیس مالی همراه با نهادها و سازمان‌های دولتی ایفای وظیفه نمود، تا واکنش حکومت ایتالیا را در برابر مبارزه علیه قاچاق انسان را تقویت نموده و ارتباطات و مشارکت با نهادهای جامعه مدنی و سازمان‌های غیرانتفاعی را بهبود بخشد.

### مذاکرات در پیمان چندجانبه
او هنگامی‌که در مقام مشاور وزیر کار می‌کرد، نماینده دولت برگزیده شد، تا از حکومت ایتالیا در چندین مذاکرات بین‌المللی و چندجانبه مشخصاً در رابطه با جرایم سازمان‌یافته فرا_ملی نمایندگی کند. جیامارینارو در سال‌های ۱۹۹۹ الی ۲۰۰۰ عضو هیئت کمیته نظارتی نضج کنوانسیون سازمان ملل متحد علیه جرایم سازمان‌یافته و پروتکلی به منظور جلوگیری، سرکوب، مجازات قاچاق انسان، مشخصاً زنان و اطفال در کمیسیون جلوگیری از جرایم جنایی/کیفری سازمان ملل متحد در وین بود. او همچنین در طرح و ترتیب توافق‌نامه جهانی در راستای تعریف قاچاق انسان مشخصاً در ارتباط به «سوءاستفاده از مقام آسیب‌پذیری» به مثابه مفهوم کلیدی جهت رسیدگی به پرونده‌های مشکل اسارت برای پرداخت قرض، فقر شدید یا آرامش روانی مشارکت و همکاری داشت. جیامارینارو هنگامیکه در پالرمو بود، کنوانسیون و پروتکل به امضاء رسید. به همین مناسبت، او در کنار عده‌ای از شخصیت‌های منتخب از سراسر جهان در نشست غیررسمی با هیلاری کلینتون، بانوی اول آن وقت آمریکا، شرکت کرد.
علاوه بر این، او در سال‌های ۱۹۹۹ الی ۲۰۰۰ در تمامی نشست‌های گروه هشت (G-8) گروه لیون در ارتباطه به جرایم سازمان‌یافته، مشخصاً گروه فرعی قاچاق مهاجرین و قاچاق انسان، نماینده باصلاحیت دولت ایتالیا بود. جیامارینارو همچنین میان سال‌های ۱۹۹۷ الی ۱۹۹۹ عضو هیئت کمیته نضج پروتکل اختیاری کنوانسیون محو همه انواع تبعیض علیه زنان (CEDAW) بود. او از افرادی کلیدی در طرح و ترتیب نخستین گزارش دولت ایتالیا بود که در سال ۱۹۹۹ به کمیته کنوانسیون محو همه انواع تبعیض علیه زنان ارسال شد. جیامارینارو یکی از اعضای فعال هیئت دولت ایتالیا در کنفرانس اساس‌نامه روم بود که در آن اساس‌نامه دادگاه بین‌المللی لاهه به تصویب رسید. او در مذاکرات اساس‌نامه روم نقش فعال داشت؛ مذاکراتی که باعث شد قاچاق انسان در چارچوب برده‌داری به عنوان جرم علیه انسانیت در اولین دادگاه دایمی جرایم جنگی بین‌المللی در لاهه ثبت شود.

### تخصص ضد مافیا
جیامارینارو از سال‌های ۲۰۰۱ الی ۲۰۰۶ به عنوان قاضی قبل از دادگاه در اداره تحقیقات اولیه دادگاه جنایی روم ایفای وظیفه نمود. او در این مدت در عرصه قاچاق انسان و پرونده‌های جرم‌های سازمان یافته، صاحب تجربه و تخصص شد، به گونه‌ای که اکثریت محاکم پیچیده و بزرگ ضد مافیا را مدیریت و رهبری می‌کرد. او چندین حکم مهم را در رابطه به موضوعاتی گوناگونی از جمله تروریسم، قاچاق مواد مخدر، شکنجه، قتل عمد و قتل شبه‌عمد مرتبط به سازمان مافیا و قاچاق انسان صادر نمود. جیامارینارو در ترتیب و تدوین اصول خوب قضایی کمک و همکاری نمود؛ اصولِ که هدف آن حمایت از حقوق قربانیان از قبیل؛ اجتناب از گفت‌وگو و تماس تصویری با مدعی علیه و در عین حال احترام بر حقوق شخص متهم است.

### شورای اروپا و کمیسیون اروپا
جیامارینارو در این مدت مسؤل ترتیب مطالعه امکان‌سنجی برای کنوانسیون شورای اروپا درباره اقدام علیه قاچاق انسان در دبیرخانه شورای اروپا بود. او سپس در تمامی مذاکره‌های کنوانسیون شورای اروپا علیه اقدام قاچاق انسان تا زمان اقتباس آن در سال ۲۰۰۵، به عنوان متخصص علمی دارالانشاء ایفای وظیفه کرد. در همین مدت، او عضو کمیته ملی فرصت‌های مساوی شورای ملی قضایی ایتالیا نیز بود.
جیامارینارو در سال‌های ۲۰۰۶ الی ۲۰۰۹ در ریاست عمومی عدالت، آزادی و امنیت کمیسیون اروپا در بروکسل خدمت کرد؛ او در آنجا مسئول مبارزه علیه قاچاق انسان و سوءاستفاده جنسی از اطفال و همچنین ابعاد جزایی مهاجرت غیرقانون در واحدی بود، که با جرایم سازمان یافته مبارزه می‌کرد. او طی این مدت، گروهی از متخصصان قاچاق انسان در کمیسیون اروپا را هماهنگ می‌نمود.
او هنگامی‌که در کمیسیون اروپا کار می‌کرد، در ترتیب و تدوین رهنمود اتحادیه اروپا در راستای قاچاق انسان در سال ۲۰۱۱ نقش برجستهٔ داشت. جیامارینارو ترتیب‌کننده اصلی نخستین یشنهاد برای تصمیم چارچوب درباره قاچاق انسان بود، که متعاقباً به یک رهنمود مبدل شد. این رهنمود یکی از نکات اصلی در مذاکره‌هائی به حساب می‌آید که باعث شد این رهنمود از سال ۲۰۱۱ الی ۲۰۳۶ به عنوان ابزاری جلوگیری و مبارزه با قاچاق انسان و حمایت از قربانیان آن روی‌دست گرفته شود. مسئله مهم این است که برای نخستین‌بار رهنمود اتحادیه اروپا در موضوعات جزایی، در برگیرنده احکام تقویت شده قربانی درباره حقوق قربانیان در طی مراحل جنایی، کمک و حمایت قبل، حین و بعد از طی مراحل جنایی و احکام حمایتی مشخصاً برای قربانیان کودک می‌باشد. جیامارینارو در سال ۲۰۱۰ به عنوان سومین نماینده ویژه و هماهنگ‌کننده مبارزه علیه قاچاق انسان سازمان امنیت و همکاری اروپا (OSCE) برای مدت یک دوره چهارساله که در سال ۲۰۱۴ ماموریتش پایان یافت، انتخاب و تعیین گردید.